# Павел (Доброхотов)
Епи́скоп Па́вел (в миру Проко́пий Ни́лович Доброхо́тов; 1 (13) июля 1814 (по иным источникам, в 1807 году), село Большая Ламовицы, Моршанский уезд, Тамбовская губерния — 23 апреля (6 мая) 1900, Москва) — епископ Православной российской церкви; духовный писатель, археолог.

## Биография
Родился в селе Большая Ломовица Моршанского уезда в семье священника Михаило-Архангельской церкви Нила Максимова. В сентябре 1822 года поступил в Тамбовское духовное училище, где получил фамилию Доброхотов; затем окончил Тамбовскую духовную семинарию (1833); в 1837 году — по первому разряду Санкт-Петербургскую духовную академию; 1 сентября того же года определён учителем Литовской духовной семинарии (тогда униатской, в Жировицах).
Его имя тесно связано с воссоединения униатов с православием в Западном крае в 1839 году. По национальности русский, с отличными дарованиями и прекрасным богословским образованием, он всецело отдался этому великому делу, когда оно еще начиналось и был одним из сподвижников и сотрудников митрополита Иосифа (Семашко).
В июле 1847 года овдовел и 2 ноября того же года был пострижен архиепископом Иосифом Семашко; 8 ноября рукоположён во иеродиакона, 9 ноября — во иеромонаха.
15 июля 1849 года возведён в сан архимандрита и назначен ректором Полоцкой духовной семинарии и настоятелем Полоцкого Богоявленского монастыря.
С 21 августа 1851 года — ректор Рижской духовной семинарии
С 15 декабря 1855 года — ректор Екатеринославской духовной семинарии;
С 29 января 1859 года — ректор Могилёвской духовной семинарии и настоятель Могилёво-Братского монастыря.
С 23 апреля 1863 года — ректор Вятской духовной семинарии.
17 июня 1866 года назначен быть епископом Вологодским и Устюжским. 21 августа того же года митрополитом Санкт-Петербургским Исидором (Никольским) в Александро-Невской лавре хиротонисан во епископа.
С 7 июля 1869 года — епископ Псковский и Порховский.
С 22 января 1882 года — епископ Олонецкий и Петрозаводский. В Петрозаводск прибыл 10 марта; ограничивал свою деятельность занятиями епархиальными делами у себя в кабинете и «не решался выезжать из своего епархиального города для личного обозрения своей паствы».
21 октября 1897 года уволен от епархии по болезни; определением Святейшего Синода от 27 октября того же года назначен в московский второклассный Высокопетровский монастырь на правах настоятеля.
Скончался 23 апреля 1900 года, будучи старейшим из иерархов Российской Церкви; его отпевание 25 апреля в соборном храме Высокопетровского монастыря возглавил митрополит Московский Владимир (Богоявленский). Погребён в Покровском монастыре, в склепе под соборной Воскресенской церковью.

## Научная деятельность
Был ценителем и собирателем древностей. Им собрана почти вся древнепечатная книга «Триодь постная», напечатанная в Кракове в 1491 году Швайпольтом Феолем (подробно описана А. С. Родосским в «Описании старопечатных книг», выпуск I, СПб., 1884—1891). Литературные труды Павла: «Кое-что из прежних занятий» (Псков, 1872) и «Слово в память столетнего дня рождения Евгения, митрополита киевского» («Вологодские Епархиальные Ведомости», 1868, № 1).

## Сочинения
- «О сынах пророческих». (Магистерская диссертация).
- «Речь по поводу празднования в Печерах 300-летия чудесной защиты Псково-Печерского монастыря при осаде его войсками Стефана Батория, сказанная в том же монастыре пред панихидой». Псков, 1882.
- «Слово в память столетнего дня рождения блаженной памяти Высокопр. Евгения, б. епископа Вологодского, а потом митрополита Киевского». «Вологод. Еп. Вед.» 1868, № 1.
- «Кое-что из прежних занятий». Псков, 1872.
- «Трехсотлетний юбилей славной защиты Пскова во время осады его королём Стефаном Баторием в 1581». Псков, 1881.
- «Летописное разъяснение о владычных палатах в Пскове, построенных архп. Новгородским и Псковским Макарием». Псков, 1881.